# Glatz (Unternehmen)
Die Glatz GmbH & Co KG ist ein Unternehmen, das seit 1892 im Agrar- und Lebensmittelgroßhandel tätig ist.

## Glatz-Gruppe
Die Glatz Gruppe hat ihren Firmensitz in Wien. Weitere Bürostandorte befinden sich in Graz, Linz und Andorf. Im Marchfeld und dem nördlichen Burgenland arbeitet Glatz eng mit Partnern zusammen, die Landesproduktenhandel betreiben. Als Tochterfirmen existieren in Österreich die Agrar-Speicher-Betriebs-Ges.m.b.H, die Markenagentur Olivier GmbH und die Kaisergetreide Handels GmbH & Co KG. In Ungarn gibt es mit der Glatz Hungary Kft eine Tochtergesellschaft, in Italien und Polen je eine unter dem Namen Fertlogistik.
Im Mittelpunkt der Geschäftstätigkeit steht der internationale Handel von Agrarrohstoffen und deren Logistik. Das zweite starke Standbein ist der Import und Vertrieb von Lebensmitteln im Rahmen von Foodbroking. 
Die Handelstätigkeit spannt sich von landwirtschaftlichen Betrieben über große Verarbeitungsunternehmen bis zum Lebensmitteleinzelhandel.
Im Bereich der Agrarprodukte wird vor allem mit Getreide & Ölsaaten, Futtermittel, Düngemittel, Pflanzenschutz und Gartenbedarf gehandelt. Im Bereich Lebensmittel ist das Unternehmen auf das Trockensortiment spezialisiert und hier vor allem auf Fischkonserven, Fruchtkonserven, Gemüsekonserven, Reis, Nüsse, Saaten, Trockenfrüchte, Olivenprodukte, italienische Spezialitäten und Süßwaren.
Die Glatz Gruppe setzte 2012 mit rund 85 Mitarbeitern ca. 115 Millionen Euro um.
Die letzten Wachstumsschritte fielen im Bereich Lebensmittel durch die Akquisition der Markenagentur Olivier GmbH als Tochtergesellschaft mit 1. Jänner 2013 und der Eingliederung des Bereichs Konserven und Reis der Firma F. Url, einer ehemaligen Tochtergesellschaft der RWA Raiffeisen Ware Austria.